# Athalie
Athalie ist eine Tragödie in fünf Akten von Jean Racine aus dem Jahr 1691.
Racine, Vorleser König Ludwigs XIV., war von Madame de Maintenon gebeten worden, die Erzählung von Athalia und Joas aus dem Buch der Könige des Alten Testaments als Drama zu bearbeiten. Das Stück wurde erstmals im Kloster Saint-Cyr vor einem adeligen Publikum aufgeführt. Es inspirierte Händel zu seinem Oratorium Athalia.

## Inhalt
Akt I.
Nachdem König Ahasja von Jehu ermordet worden war, reißt die Königinmutter Athalia die Herrschaft für sieben Jahre an sich. Alle Nachkommen des Sohnes lässt sie ermorden und ist selbst an den Morden aktiv beteiligt. Nur Joas, der jüngste ihrer Enkel überlebt den Mordanschlag. Er wird von Josabet, der Frau des Hohen Priesters Joad, gerettet, im Tempel versteckt und unter dem Namen Eljakim aufgezogen. Außerhalb des Tempelbezirkes weiß niemand von seiner Existenz. Josabet und Joad befürchten, Athalja werde ihren Enkel sofort umbringen und den Tempel zerstören.
Akt II.
Athalia, eine Anhängerin des Baal sieht in nächtliche Visionen, dass ein Enkel das Gemetzel überlebt hat und vom Hohenpriester Joad im Tempel beschützt werde. Sie sucht den Tempel auf und erkennt in Eljakim das Kind aus ihremTraum. Auf ihre Frage sagt das Kind, es sei bei Wölfen gefunden worden. Athalja lädt Eljakim in ihren Palast ein und behandelt ihn wie einen eigenen Sohn.
Akt III.
Als Eljakim nicht folgt, schickt Athalja den Baals-Diener Mathan aus. Er soll den Knaben – die Königin vermutet richtig, es ist Joas – holen. Joad gibt Joas nicht heraus. Josabet will den nun siebenjährigen Jungen ein zweites Mal und gegen Willen Joads, dieses Mal in der Wüste, verbergen. 
Akt IV.
Der Hohepriester bewaffnet insgeheim die Leviten und ruft Joas vor dem Volke als neuen König aus.
Akt V.
Als Athalia ein zweites Mal anrückt und mit ihrem Söldnerheer den Tempelberg umzingelt, wird sie von Joad in eine Falle gelockt. Mit einem kleinen Gefolge betritt sie den scheinbar in tiefem Frieden ruhenden Tempel und erblickt den gekrönten Joas auf dem Throne. Die Söldner sind bereits geflüchtet. Joad lässt Athalia abführen und von den Leviten hinrichten.

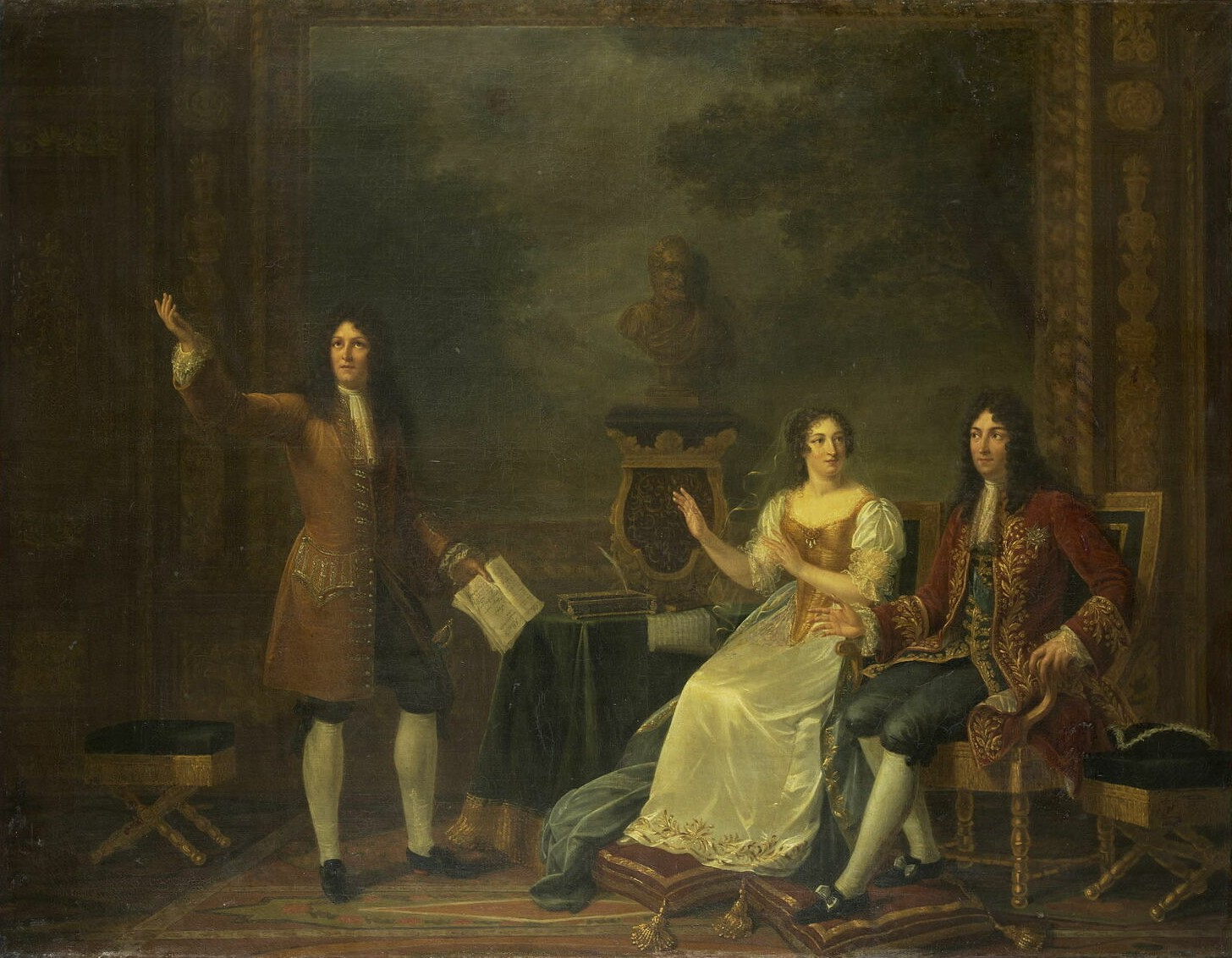
Julie Philipault: Racine liest Ludwig XIV. und Madame de Maintenon aus seinem Stück Athalie vor, 1819

## Rezeption

### In der Literatur
1789 hatte Johann Friedrich Reichardt Goethe mit Racines Drama in der Übersetzung von Carl Friedrich Cramer bekannt gemacht. Unzufrieden mit der Cramerschen Fassung, fertige Goethe daraufhin selbst Übersetzungen einiger Chöre aus Athalie an.
August Wilhelm Schlegel lobt in seinen Wiener „Vorlesungen über die dramatische Kunst und Literatur“ von 1808 das Stück. Das Drama nähere sich dem großartigen Stil der Griechen am meisten.
Der Apotheker Monsieur Homais in Flauberts Roman Madame Bovary hat seine Tochter „zu Ehren des unsterblichsten Meisterwerks des französischen Theaters“ Athalie genannt, wenn er auch
gravierende Vorbehalte gegen die dort vertretenen Ideen hat, begeisterte er sich doch für den Stil und für die Dialoge, wenn er auch gegen die Personen selbst seine Einwände hatte.

### In der Musik
Der Athalia-Stoff wurde mehrfach auch musikalisch bearbeitet. Alexander Reischert listet in seinem „Kompendium der musikalischen Sujets“ insgesamt 31 musikalische Fassungen auf.
Die Bühnenmusik für die Uraufführung komponierte Jean-Baptiste Moreau, Kapellmeister in Saint Cyr. 2001 veröffentlichte das Label Harmonia Mundi die CD La musique d'Athalie mit Moreaus Bühnenmusik. Es spielt das Orchester Simphonie du Marais unter der Leitung seines musikalischen Leiters Hugo Reyne (* 1961), Sprecher ist Lambert Wilson.
Am 10. Juli 1733 hatte Händels Oratorium Athalia im Sheldonian Theatre in Oxford Premiere. Autor des Librettos war Samuel Humphrey, der auch das Libretto zu Händels Oratorium Deborah (1733) geschrieben hat.
Um die Mitte des 18. Jahrhunderts verfasste ein unbekannter französischer Autor ein Libretto Athalie offenbar zum Zwecke der Vertonung. Es besteht aus 2 Akten mit Angabe von Airs und Choeurs am Satzende und orientiert sich im Ganzen an Racines Drama.
Zur Fastenzeit 1822 wurde in Neapel am Teatro San Carlo Johann Simon Mayrs Oratorium Atalia nach einem Libretto von Felice Romani uraufgeführt. Da Mayr Neapel zu diesem Zeitpunkt bereits verlassen hatte, studierte Gioachino Rossini das Oratorium ein. Rossini fügte für die Sopranistin Giuseppina Fabré (1801–1827) die Arie „Vieni o prole degli eroi“ ein.
Felix Mendelssohn Bartholdy komponierte um 1846 eine Schauspielmusik zu Racines Drama.
Eine Gesamtaufführung des Dramas mit Mendelssohns Musik dauert mehr als drei Stunden. Daher wurden in der musikalischen Aufführungspraxis bald die nicht-chorischen Texte Racines durch erklärende Zwischentexte ersetzt, die die musikalischen Elemente miteinander verbinden sollten. Der Schauspieler und Regisseur Eduard Devrient verfasste 1849, zwei Jahre nach Mendelssohns Tod, die Zwischentexte, die in der Regel bei Aufführungen der Athalia verwendet werden.
1946 erhielt der Schweizer Komponist Frank Martin den Auftrag, anlässlich der Hundertjahrfeier der École des jeunes filles in Genf einen Bühnenmusik zu Racines Athalie zu schreiben. Frank komponierte zwei Chöre für Mädchenstimmen mit Orchesterbegleitung und Partien für Solostimmen. Während die Chorsätze nie veröffentlicht wurden, entwickelte sich die Ouvertüre zu einem eigenständigen Konzertstück.

### Film
1910 drehte Albert Capellani den Stummfilm Athalie nach einem Drehbuch von Michel Carré, mit Édouard de Max und Jeanne Delvair in den Hauptrollen.

## Ausgaben
- Athalie. Tragédie. Tirèe de l’écriture sainte. Barbin, Paris, 1691. (Mit einem Kupferstich von Jean Mariette nach Jean-Baptiste Corneille als Titelblatt.)
- Athalie. Éd. présentée, établie et annontée par Georges Forestier. Gallimard, Paris, 1999. (Folio théatre. 57.)

Übersetzungen
- Athalja. in: Rudolf Alexander Schröder: Gesammelte Werke. Band 6. Suhrkamp, Berlin 1958. S. 295–371.